# 卢瓦河畔巴祖日
卢瓦河畔巴祖日（法語：Bazouges-sur-le-Loir，法語發音：[bazuʒ syʁ lə lwaʁ]）是法国萨尔特省的一个旧市镇，属于拉弗莱什区。2017年，卢瓦河畔巴祖日与市镇卢瓦河畔克雷合并为新市镇卢瓦河畔巴祖日克雷，卢瓦河畔巴祖日为新市镇行政中心。

## 地理
卢瓦河畔巴祖日（47°41'25"N, 0°10'7"W）面积29.9 平方千米，位于法国卢瓦尔河地区大区萨尔特省，该省份为法国西北部内陆省份，北起顺时针与奥恩省、厄尔-卢瓦省、卢瓦-谢尔省、安德尔-卢瓦尔省、曼恩-卢瓦尔省和马耶讷省接壤，是法国大西部的入口，连接卢瓦尔河谷、布列塔尼和巴黎盆地。
与卢瓦河畔巴祖日接壤的市镇（或旧市镇、城区）包括：克罗米耶尔、迪尔塔勒、富日雷、莱赖里、卢瓦河畔克雷、拉弗莱什。
卢瓦河畔巴祖日的时区为UTC+01:00、UTC+02:00（夏令时）。

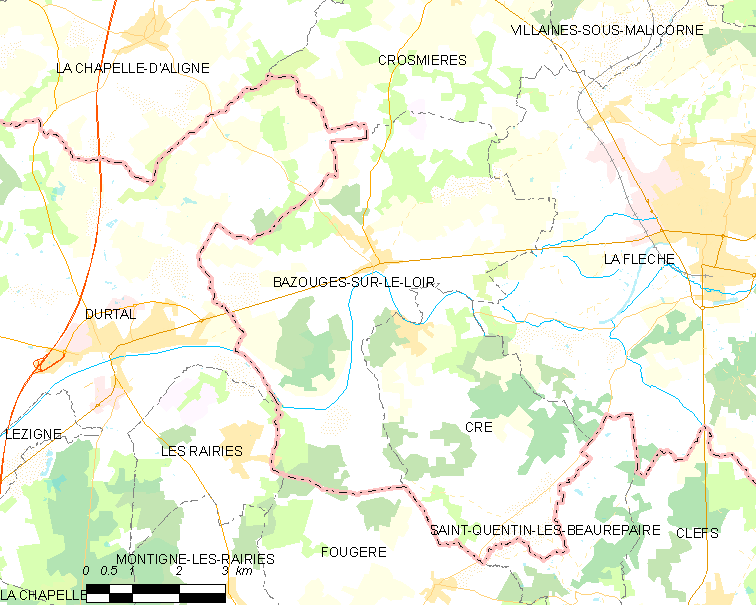
卢瓦河畔巴祖日的OSM定位图

## 行政
卢瓦河畔巴祖日的邮政编码为72200，INSEE市镇编码为72025。

## 政治
卢瓦河畔巴祖日所属的省级选区为拉弗莱什县。

## 人口

1962-2008年间卢瓦河畔巴祖日人口变化图示

卢瓦河畔巴祖日于2018年1月1日时的人口数量为1232人。